# نگکیفورووشچزنا
نگکیفورووشچزنا (به لاتین: Nikiforowszczyzna) یک روستا در لهستان است که در گمینا دوبیچه تسرکیونه واقع شده‌است.